# Calcio Lecco 2010-2011
Questa pagina raccoglie le informazioni riguardanti il Calcio Lecco nelle competizioni ufficiali della stagione 2010-2011.

## Stagione
Nella stagione 2010-2011 il Lecco ha disputato il girone A del campionato di Seconda Divisione della Lega Pro, piazzandosi in settima posizione in classifica con 47 punti. Il torneo è stato vinto con 59 punti dalla Tritium che è stata promossa direttamente in Prima Divisione, la seconda promossa è stata la Feralpi Salò che ha vinto i playoff. Dopo la retrocessione in Seconda Divisione si riparte con l'allenatore Giorgio Roselli ex giocatore dell'Inter. L'inizio è negativo, dopo cinque giornate i lariani sono ultimi in classifica con 2 punti, Roselli lavora bene e ha fiducia nella squadra. Alla sesta arriva la prima vittoria (2-1) con l'Entella, il Lecco si ripete (0-1) a Rodengo, con queste due vittorie si è rilanciato in classifica. Ma il bello arriva a cavallo del nuovo anno, con ben sette vittorie di fila, record storico per il Lecco, per di più sette vittorie consecutive senza subire nessuna rete. Si sognano allora i Play-off, ma la realtà è diversa, il 10 aprile il tracollo interno (1-3) con i Leoni del Garda della FeralpiSalò fa tramontare i sogni di un pronto ritorno nella Prima Divisione. Resta comunque un buon campionato, chiuso a tre punti dai Play-off. Miglior marcatore lariano il bergamasco Filippo Fabbro con 13 reti.  Nella Coppa Italia di Lega Pro i bluceleste disputano il girone B di qualificazione, vinto da Tritium e Pro Patria.

## Organigramma sociatario
Area direttiva
- Presidente: Sergio Invernizzi
- Presidente onorario: Giuseppe Crippa
- Segretario: Giuseppe D'Aniello
- Direttore generale: Werner Seeber

Area tecnica
- Allenatore: Giorgio Roselli
- Secondo allenatore: Francesco Faedo
- Fisioterapista: Bruno Caratozzolo
- Medico sociale: dott. Alberto Colombo

## Rosa
| N. |                    | Ruolo | Calciatore           |
| -- | ------------------ | ----- | -------------------- |
|    | Italia (bandiera)  | A     | Valerio Anastasi     |
|    | Italia (bandiera)  | C     | Luca Bartoccini      |
|    | Italia (bandiera)  | D     | Samuele Buda         |
|    | Italia (bandiera)  | D     | Nicola Carofiglio    |
|    | Italia (bandiera)  | C     | Filadelfio Carroccio |
|    | Italia (bandiera)  | D     | Tommaso Chiecchi     |
|    | Italia (bandiera)  | C     | Federico Ciasca      |
|    | Italia (bandiera)  | C     | Andrea Coletto       |
|    | Italia (bandiera)  | C     | Thomas Cortese       |
|    | Italia (bandiera)  | C     | Marco Cozza          |
|    | Italia (bandiera)  | A     | Stefano Del Sante    |
|    | Italia (bandiera)  | P     | Riccardo Durandi     |
|    | Italia (bandiera)  | A     | Filippo Fabbro       |
|    | Senegal (bandiera) | A     | Ameth Fall           |
|    | Italia (bandiera)  | C     | Fabio Ferraresi      |

| N. |                   | Ruolo | Calciatore       |
| -- | ----------------- | ----- | ---------------- |
|    | Italia (bandiera) | P     | Fabio Gadignani  |
|    | Italia (bandiera) | C     | Nicolò Galli     |
|    | Italia (bandiera) | D     | Paolo Goisis     |
|    | Italia (bandiera) | D     | Christian Jidayi |
|    | Italia (bandiera) | D     | Luca Martinelli  |
|    | Italia (bandiera) | A     | Alex Mattaboni   |
|    | Italia (bandiera) | D     | Leonardo Moracci |
|    | Italia (bandiera) | D     | Luca Petri       |
|    | Italia (bandiera) | D     | Simone Pizzuti   |
|    | Italia (bandiera) | D     | Martino Rapella  |
|    | Italia (bandiera) | C     | Mario Rebecchi   |
|    | Italia (bandiera) | A     | Domenico Suriano |
|    | Italia (bandiera) | C     | Luca Tabbiani    |
|    | Italia (bandiera) | A     | Marco Veronese   |
|    | Italia (bandiera) | A     | Andrea Zingari   |

## Risultati

### Campionato

#### Girone di andata
| Sanremo 29 agosto 2010 1ª giornata | Sanremese              | 0 – 0 | Lecco | Stadio di Sanremo\| Arbitro: \| Manganiello (Pinerolo) \| |
| Arbitro:                           | Manganiello (Pinerolo) |       |       |                                                           |

| Arbitro: | Lo Castro (Catania) |

|                         |           |                           |
| Fabbro 25’ Rebecchi 55’ | Marcatori | 13’ Bergamini 84’ Mazzini |

| Arbitro: | Losito (Pesaro) |

|                                  |           |  |
| Zanetti 10’, 40’ D. Ferretti 85’ | Marcatori |  |

| Arbitro: | Bruno (Torino) |

|  |           |                |
|  | Marcatori | 62’, 79’ Dimas |

| Arbitro: | Bellutti (Trento) |

|                                           |           |                                   |
| F. Ripa 6’ (rig.), 52’ Zanetti 85’, 90+3’ | Marcatori | 10’ Fabbro 26’ Buda 43’ Mattaboni |

| Arbitro: | Lanza (Nichelino) |

|                          |           |                |
| Fabbro 18’ Mattaboni 74’ | Marcatori | 90+1’ Marrazzo |

| Arbitro: | Belardi (San Giovanni Valdarno) |

|  |           |            |
|  | Marcatori | 35’ Fabbro |

| Arbitro: | De Benedictis (Bari) |

|                   |           |                          |
| Fabbro 81’ (rig.) | Marcatori | 11’ Staiti 58’ Dal Degan |

| Arbitro: | Bergher (Rovigo) |

|                                        |           |                                            |
| Iannini 21’ Gonnella 28’ Capellupo 57’ | Marcatori | 8’ Carroccio 29’, 63’ Fabbro 54’ Mattaboni |

| Arbitro: | Dei Giudici (Latina) |

|  |           |                        |
|  | Marcatori | 50’ Lenzoni 79’ Sinato |

| Arbitro: | Zivelli (Torre Annunziata) |

|  |           |                            |
|  | Marcatori | 39’ Carroccio 52’ N. Galli |

| Arbitro: | Bellotti (Verona) |

|            |           |  |
| Fabbro 57’ | Marcatori |  |

| Arbitro: | Ros (Pordenone) |

|  |           |                   |
|  | Marcatori | 13’ (rig.) Fabbro |

| Arbitro: | Cangiano (Napoli) |

|             |           |  |
| Moracci 75’ | Marcatori |  |

| 5 dicembre 2010 15ª giornata |  | – Turno di riposo Lecco |  |  |

| Arbitro: | Fabbri (Ravenna) |

|  |           |              |
|  | Marcatori | 90+2’ Fabbro |

| Arbitro: | Ceccarelli (Terni) |

|              |           |  |
| Anastasi 49’ | Marcatori |  |

#### Girone di ritorno
| Arbitro: | Chiantini (Pisa) |

|               |           |  |
| Moracci 90+1’ | Marcatori |  |

| Arbitro: | Petroni (Roma) |

|             |           |            |
| Mazzini 90’ | Marcatori | 16’ Fabbro |

| Lecco 30 gennaio 2011 20ª giornata | Lecco            | 0 – 0 | Mezzocorona | Stadio Rigamonti-Ceppi\| Arbitro: \| Strocchia (Nola) \| |
| Arbitro:                           | Strocchia (Nola) |       |             |                                                          |

| Arbitro: | Viti (Campobasso) |

|           |           |  |
| Dimas 83’ | Marcatori |  |

| Arbitro: | Pasqua (Tivoli) |

|  |           |              |
|  | Marcatori | 50’ Serafini |

| Arbitro: | Zeoli (Napoli) |

|             |           |               |
| Lazzaro 56’ | Marcatori | 29’ Mattaboni |

| Arbitro: | Todaro (Palermo) |

|               |           |  |
| Del Sante 38’ | Marcatori |  |

| Arbitro: | Bruno (Torino) |

|                   |           |             |
| Pietribiasi 90+5’ | Marcatori | 35’ Moracci |

| Lecco 13 marzo 2011 26ª giornata | Lecco                     | 0 – 0 | Casale | Stadio Rigamonti-Ceppi\| Arbitro: \| Albertini (Ascoli Piceno) \| |
| Arbitro:                         | Albertini (Ascoli Piceno) |       |        |                                                                   |

| Arbitro: | Rocca (Vibo Valentia) |

|             |           |  |
| Lenzoni 18’ | Marcatori |  |

| Arbitro: | Donati (Ravenna) |

|            |           |             |
| Fabbro 64’ | Marcatori | 20’ Mezgour |

| Arbitro: | Caso (Verona) |

|               |           |  |
| A. Curcio 79’ | Marcatori |  |

| Arbitro: | Marini (Roma) |

|                  |           |                                              |
| Martinelli 90+3’ | Marcatori | 25’ Meloni 73’ O. Leonarduzzi 75’ Bracaletti |

| Arbitro: | Aversano (Treviso) |

|                   |           |                          |
| Kabine 52’ (rig.) | Marcatori | 42’ Fabbro 81’ Del Sante |

| 23 aprile 2011 32ª giornata |  | – Turno di riposo Lecco |  |  |

| Arbitro: | Bellutti (Trento) |

|            |           |                                  |
| Fall 90+2’ | Marcatori | 9’ Bachlechner Goisis 21’ (aut.) |

| Arbitro: | Merlino (Udine) |

|             |           |               |
| Santoni 25’ | Marcatori | 11’, 68’ Fall |

### Coppa Italia di Lega Pro
| Arbitro: | Barbeno (Brescia) |

|                               |           |                                     |
| Jidayi 21’ Corrent 75’ (rig.) | Marcatori | 30’ Pacilli 48’ Melara 68’ Bruccini |

| Arbitro: | Belardi (San Giovanni Valdarno) |

|  |           |                                |
|  | Marcatori | 43’, 79’ Veronese 61’ Anastasi |

| 25 agosto 2010 3ª giornata |  | – Turno di riposo Lecco |  |  |

| Arbitro: | Benassi (Bologna) |

|          |           |  |
| Buda 66’ | Marcatori |  |

| Arbitro: | Lanza (Nichelino) |

|                                |           |                |
| Floriano 44’ R. Bortolotto 57’ | Marcatori | 67’ Carofiglio |